# الرملة (مصر)
قرية الرملة هي إحدى القرى التابعة لمركز أبو زنيمة في محافظة جنوب سيناء في جمهورية مصر العربية. حسب إحصاءات سنة 2018، بلغ إجمالي السكان في الرملة 1,095 نسمة، منهم 585 رجل و 510 إمرأة.